# Хопирта
Хопирта (рум. Hopârta) — село у повіті Алба в Румунії. Адміністративний центр комуни Хопирта.
Село розташоване на відстані 272 км на північний захід від Бухареста, 35 км на північний схід від Алба-Юлії, 54 км на південь від Клуж-Напоки.

## Населення
За даними перепису населення 2002 року у селі проживали 345 осіб.
Національний склад населення села:
| Національність | Кількість осіб | Відсоток |
| -------------- | -------------- | -------- |
| румуни         | 335            | 97,1%    |
| цигани         | 9              | 2,6%     |

Рідною мовою назвали:
| Мова      | Кількість осіб | Відсоток |
| --------- | -------------- | -------- |
| румунська | 335            | 97,1%    |
| циганська | 9              | 2,6%     |